# Paul Roubier
 (février 2024).
La mise en forme du texte ne suit pas les recommandations de Wikipédia : il faut le « wikifier ».
Les points d'amélioration suivants sont les cas les plus fréquents :
- Les titres sont pré-formatés par le logiciel. Ils ne sont ni en capitales, ni en gras.
- Le texte ne doit pas être écrit en capitales (les noms de famille non plus), ni en gras, ni en italique, ni en « petit »…
- Le gras n'est utilisé que pour surligner le titre de l'article dans l'introduction, une seule fois.
- L'italique est rarement utilisé : mots en langue étrangère, titres d'œuvres, noms de bateaux, etc.
- Les citations ne sont pas en italique mais en corps de texte normal. Elles sont entourées par des guillemets français : « et ».
- Les listes à puces sont à éviter, des paragraphes rédigés étant largement préférés. Les tableaux sont à réserver à la présentation de données structurées (résultats, etc.).
- Les appels de note de bas de page (petits chiffres en exposant, introduits par l'outil «  Source ») sont à placer entre la fin de phrase et le point final[comme ça].
- Les liens internes (vers d'autres articles de Wikipédia) sont à choisir avec parcimonie. Créez des liens vers des articles approfondissant le sujet. Les termes génériques sans rapport avec le sujet sont à éviter, ainsi que les répétitions de liens vers un même terme.
- Les liens externes sont à placer uniquement dans une section « Liens externes », à la fin de l'article. Ces liens sont à choisir avec parcimonie suivant les règles définies. Si un lien sert de source à l'article, son insertion dans le texte est à faire par les notes de bas de page.
- La présentation des références doit suivre les conventions bibliographiques. Il est recommandé d'utiliser les modèles {{Ouvrage}}, {{Chapitre}}, {{Article}}, {{Lien web}} et/ou {{Bibliographie}}. Le mode d'édition visuel peut mettre en forme automatiquement les références.
- Insérer une infobox (cadre d'informations à droite) n'est pas obligatoire pour parachever la mise en page.

Pour une aide détaillée, merci de consulter Aide:Wikification.
Si vous pensez que ces points ont été résolus, vous pouvez retirer ce bandeau et améliorer la mise en forme d'un autre article.
Pour les articles homonymes, voir Roubier.
Paul Claude Marius Roubier, dit Paul Roubier, est un juriste français du XXème siècle qui a exercé une influence significative dans les pays francophones, et au delà. Il est principalement connu pour des apports de toute première importance au droit transitoire, et notamment sur le problème de l'application d'une loi dans le temps (une loi peut-elle ou non être rétroactive?), ainsi que sur les droits subjectifs et le droit de la propriété intellectuelle.

## Biographie
La vie de Paul Roubier est fortement liée à la ville de Lyon (département du Rhône). Il y est né, le 8 avril 1886, il y a enseigné de 1924 à 1957, et il y est décédé le 26 décembre 1964.
Dans les années qui précèdent la Première guerre mondiale, il soutient deux thèses de doctorat : en Droit en 1911: La responsabilité précontractuelle puis en Sciences économiques et politiques, en 1914 : Influence du changement des circonstances sur les contrats de droit public.
Après l'armistice, en 1919, il est nommé Directeur de l’Ecole de droit de Beyrouth, poste qu'il occupera jusqu'en 1922. Il revient cette année-là en France et devient Professeur de droit à la Faculté de droit d’Aix-en-Provence, poste qu'il occupera jusqu'en 1924. En 1924, il revient à Lyon où il enseigne en tant que Professeur de droit civil à la Faculté de droit et des sciences économiques de Lyon jusqu'en 1957. Il a de plus été le Doyen de la Faculté de droit et des sciences économiques de Lyon de 1939 à 1945.

### Le problème de l'application de la loi dans le temps
C'est son travail sur les Conflits de lois dans le temps qui est considéré comme son œuvre majeure. Il y traite du problème des lois nouvelles et de la question de décider si elles ont un effet rétroactif ou non, dans quels cas, sous quelles conditions. C'est toute la question de l'Application de la loi dans le temps en droit français. Lorsqu'il paraît en 1929, il n'existe pas en droit français une doctrine permettant de résoudre tous les cas. En effet, même l'article 2 du Code civil : « La loi ne dispose que pour l'avenir ; elle n'a point d'effet rétroactif », restait délicat dans son application. Roubier analyse les solutions existantes et formule des propositions qui feront date. Notamment en distinguant trois situations et en proposant les cas dans lesquels chacune s'applique:
- rétroactivité : la loi s'applique à des faits entièrement accomplis avant son entrée en vigueur;
- application immédiate de la loi nouvelle : s'applique aux faits qui surviennent après son entrée en vigueur
- survivance de la loi ancienne : la loi ancienne continue de s'appliquer aux situations juridiques commencées sous son empire, même après l'entrée en vigueur de la loi nouvelle[2],[3].

### Sociétés savantes
Paul Roubier a été membre ou correspondant des sociétés savantes suivantes: 
- Académie des sciences morales et politiques
- Société d'économie politique de Lyon
- Société italienne de philosophie du droit
- Centre national de la recherche scientifique

### Récompenses et décorations
- Chevalier de la Légion d’honneur
- Prix Berytus nutrix Legum (à titre posthume)[réf. nécessaire]

## Œuvres
- Roubier  Paul. 1911. Université De Lyon. Faculté De Droit. Essai Sur La Responsabilité Précontractuelle  Thèse Pour Le Doctorat (Sciences Juridiques) ... Par Paul Roubier. Paris: A. Rousseau.

- Roubier  Paul. 1914. Université De Lyon. Faculté De Droit. Influence Du Changement Des Circonstances Sur Les Contrats De Droit Public  Thèse Pour Le Doctorat Ès-Sciences Politiques Et Économiques. Paris: A. Rousseau.

- Roubier  Paul. 1928. Les Inventions Brevetables. Paris: Rousseau.

- Roubier  Paul. 1929. Les Conflits De Lois Dans Le Temps. (théorie Dite De La Non-Rétroactivité Des Lois.) Par Paul Roubier. Tome Premier. Paris: Libr. du Recueil Sirey.

- Roubier  Paul. 1931. Les Conflits De Lois Dans Le Temps En Droit International Privé  Par Paul Roubier. Paris: Librairie du Recueil Sirey.

- Roubier  Paul. 1932. De L'effet Des Lois Nouvelles Sur Les Contrats En Cours  Par Paul Roubier. Paris: R. Pichon et R. Durand-Auzias.

- Roubier  Paul. 1937. Licences Et Exclusivités  Par Paul Roubier. Paris: A. Rousseau.

- Roubier  Paul. 1951. Théorie Générale Du Droit; Histoire Des Doctrines Juridiques Et Philosophie Des Valeurs Sociales. 2. Éd ed. Paris: Recueil Sirey.

- Roubier  Paul. 1952. 1. Les Droits Privatifs ( Histoire Et Nature Juridique  Régime Intérieur Et International) 2. Les Actions En Justice ( Action En Contrefac̜on Et Action En Concurrence Déloyale ). Paris: Sirey.

- Roubier  Paul. 1958. Le Rôle De La Volonté Dans La Création Des Droits Et Des Devoirs. Paris: Sirey.

- Roubier  Paul. 1960. Les Prérogatives Juridiques. Paris: Sirey.

- Roubier  Paul. 1961. Droit Privé  Propriété Industrielle  Littéraire Et Artistique. Paris: Librairies Dalloz & Sirey.

- Roubier  Paul. 1961. Théorie Générale Du Droit Et Droit Transitoire. Paris: Librairies Dalloz & Sirey.

- Roubier  Paul. 1963. Droits Subjectifs Et Situations Juridiques. Paris: Dalloz.